# Ошевенское сельское поселение
Ошеве́нское се́льское поселе́ние или муниципа́льное образова́ние «Ошеве́нское» — упразднённое муниципальное образование  со статусом сельского поселения в Каргопольском муниципальном районе Архангельской области.
Соответствует административно-территориальной единице в Каргопольском районе — Ошевенский сельсовет.
Административным центром была деревня Ширяиха.

## Население
| 2005 | 2010 | 2011 | 2012 | 2013 | 2014 | 2015 |
| ---- | ---- | ---- | ---- | ---- | ---- | ---- |
| 819  | ↘616 | ↘614 | ↘592 | ↘560 | ↘548 | ↘528 |
| 2016 | 2017 | 2018 | 2019 | 2020 |      |      |
| ↗537 | ↘508 | ↘488 | ↘462 | ↗470 |      |      |

Генетика
Исследования гаплогрупп митохондриальной ДНК показали, что популяции русских Ошевенского (Каргопольский район) и Белой Слуды (Красноборский район) расположены внутри кластера уральских популяций. В северных популяциях русских Ошевенского, Белой Слуды и Парфино (Новгородская область) обнаружены статистически достоверные различия распределений частот аллельных вариантов от таковых в ряде других восточнославянских популяций, где наблюдается большая степень гомогенности. Учёные, изучавшие частоты гаплотипов современных популяций Восточно-Европейской равнины, пришли к выводу, что у населения в северо-западных (белорусов Мядели Минской области), северных (русские Мезенского района (Мезень, Каменка, Дорогорское и др.) и Ошевенского (Каргопольский район Архангельской области) и восточных (русские из Пучежа Ивановской области) частей Восточно-Европейской равнины имеются относительно высокие частоты гаплотипа B2-D2-A2, которые могут отражать примесь от популяций уральской языковой семьи, населявших эти регионы в раннем средневековье. Изучение полиморфных тандемных повторов D1S80 показало, что образцы из выборки на Пинеге и из Ошевенского (Каргопольский район) образуют кластер вместе с уральскоговорящими марийцами, коми и удмуртами. По митохондриальной ДНК наиболее близким к населению популяции «Пинега» оказалась русская популяция «Каргополь». В популяции Ошевенского частота митохондриальной гаплогруппы H, характерной для большинства европейских народов, составляет 48,7 %, гаплогруппы U — 26,3 % (в том числе специфичной для популяции саамов субгаплогруппы U5b1 — 6,6 %), Т — 9,2 %, К — 7,9 %, J — около 5 %. Также выявлены гаплогруппы I, W и X, которые широко распространены в европейских популяциях. Вклад митохондриальной гаплогруппы М, широко распространенной в монголоидных популяциях, в популяции Ошевенского минимален — 1,3 %. Русские из международной коллекции HGDP (Human Genome Diversity Panel) из Каргопольского района расположены географически ближе мезенских русских к выборкам населения из центральных регионов европейской части России, что отражается в их промежуточном положении на графике принципиальных компонент (PCA) и более низких попарных значениях FST (0,004 против мезенской популяции и 0,002 против русских из Курской, Муромской и Тверской областей). У русских из HGDP в модели с использованием программного обеспечения ADMIXTURE выявлено промежуточное положение между мезенскими и другими русскими, с более низкой долей коми и финских компонентов и более высокой долей синего компонента, наиболее распространенного у итальянцев, по сравнению с мезенскими русскими. Сравнительный анализ частот аллелей более
по всем локусам выявил статистически значимые различия между популяциями Курской (Прямицыно и Поныри) и Архангельской (Ошевенское и Холмогоры) областей (P = 0,001). Основной вклад в наблюдаемую дифференцировку внесли локусы DYS392 (P = 0,005) и DYS393 (P = 0,003). В архангельской популяции значения индексов аллельного разнообразия, рассчитанные для этих локусов, были более чем в 1,5 раза выше, и они были близки к максимальным значениям, наблюдаемым в некоторых европейских популяциях. Медианная сеть архангельской популяции состоит из двух групп гаплотипов с практически равной частотой, разделённых шестью событиями одношаговых мутаций. Районы Архангельской области географически более удалены от основных миграционных потоков России, и, следовательно, население этих районов должно было сохранить больше финно-угорских субстратных черт. Наличие в архангельской выборке основных гаплотипов, которые очень часто встречаются в основном в финно-угорских популяциях (саамы и эстонцы), свидетельствует в пользу этого утверждения.

## История
Муниципальное образование было образовано в 2004 году. Упразднено 1 июня 2020 года, с передачей функций в единый Каргопольский муниципальный округ.

## Населённые пункты
В состав сельского поселения входят 13 населённых пунктов (деревень):
| Наименование      | ОКАТО       | Индекс |
| ----------------- | ----------- | ------ |
| Агафоновская      | 11218828002 | 164131 |
| Большой Халуй     | 11218828004 | 164142 |
| Воробьёвская      | 11218828005 | 164131 |
| Бор               | 11218828003 | 164115 |
| Гарь              | 11218828006 | 164132 |
| Кроминская        | 11218828007 | 164131 |
| Низ               | 11218828009 | 164132 |
| Нифантовская      | 11218828010 | 164136 |
| Погост            | 11218828011 | 164132 |
| Погост Наволочный | 11218828012 | 164131 |
| Поздышевская      | 11218828013 | 164131 |
| Ширяиха           | 11218828001 | 164132 |
| Черепашевская     | 11218828014 | 164144 |

## Образование
В деревне находится Ошевенская средняя школа, 2-х этажная, кирпичная, с паровым отоплением, постройки 1970-х годов, со спортивным залом. В 1966 году школа размещалась на 2 и 3 этажах в здании купца Дружинина.

## Достопримечательности
В поселении наиболее приметны Богоявленская церковь (1787 года) с колокольней, Дом Ушакова XIX века — памятник деревянной архитектуры (утрачен в 2008 году) и Георгиевская часовня (19 в) — реставрирована в 1998 г. бригадой реставраторов под руководством Александра Антонова на средства Инженерно-промышленной Компании «Биоинъектор» при содействии Каргопольского историко-архитектурного музея-заповедника и дизайнеров «мастерской-таф».
В 2014 году из Богоявленского храма были украдены 45 икон. Но благодаря личной инициативе Президента Российской Федерации Владимира Путина и непосредственному контролю со стороны губернатора Архангельской области Игоря Орлова уже в 2015 году святыни храма были обнаружены. В марте 2019 года они были представлены на большой выставке в Архангельске.
Главной достопримечательностью является Свято-Успенский Александро-Ошевенский монастырь, основанный в XV веке преподобным Александром Ошевенским. Главный храм монастыря — собор Успения Пресвятой Богородицы 1707 года, бывший ранее большим двухэтажным храмом с шестью приделами и колокольней, ныне в руинах. Считается, что под ними — мощи основателя монастыря Александра Ошевенского. Также сохранились надвратная церковь Николая Чудотворца 1834 года (в ней совершаются регулярные богослужения) и каменная ограда с башенками
Как отметил архитектор Олег Шулика, отдалённость Ошевенска, плохие дороги вокруг и его совершенная неизвестность массовым туристам позволили деревне сохранить свой исторический облик: «В Ошевенске есть что-то вневременное, от досоветской эпохи, прошедшее сквозь XX век. Визуальное советское наследие почти исчезло за последние годы».

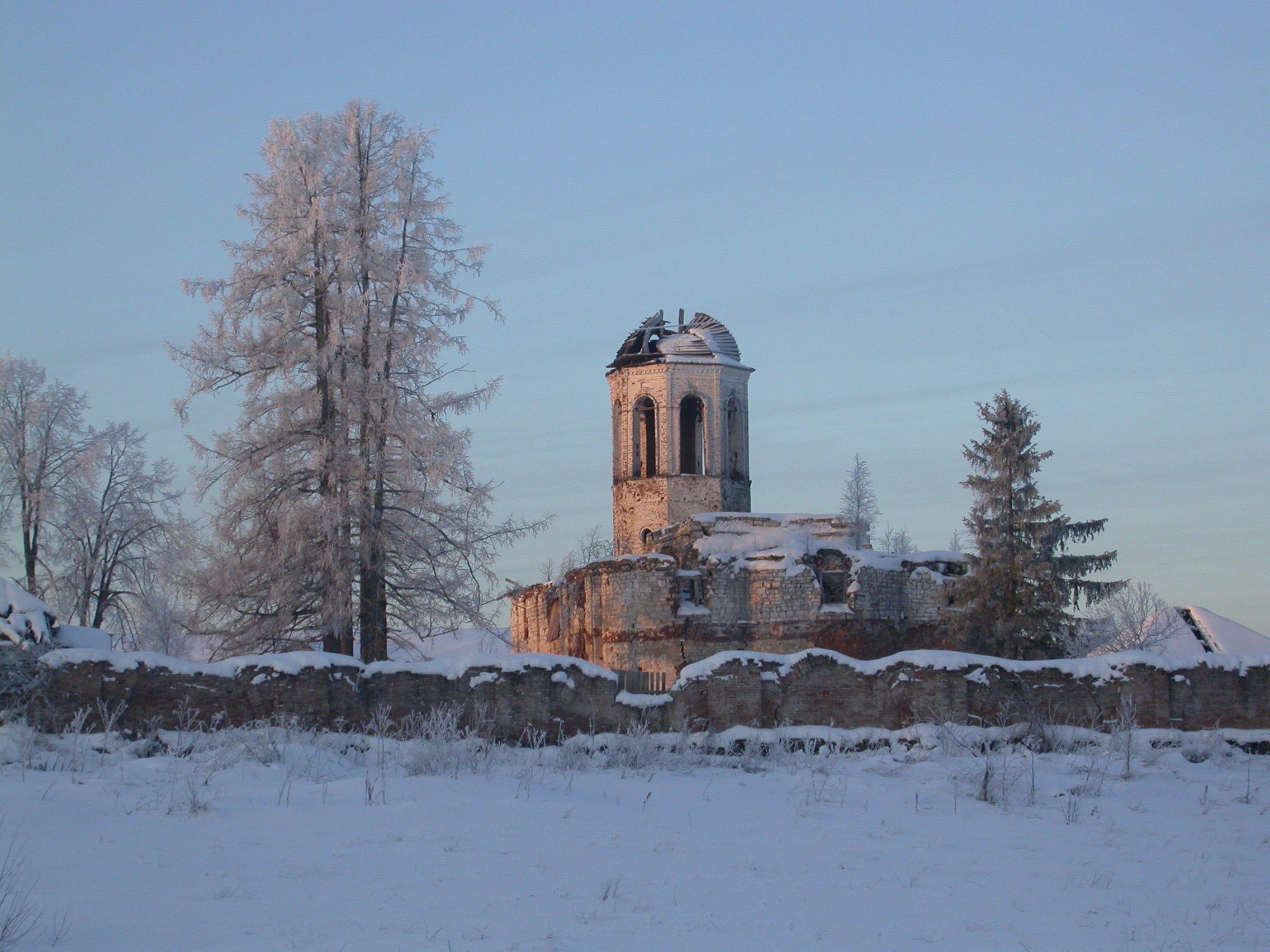
Успенский собор 1707 года
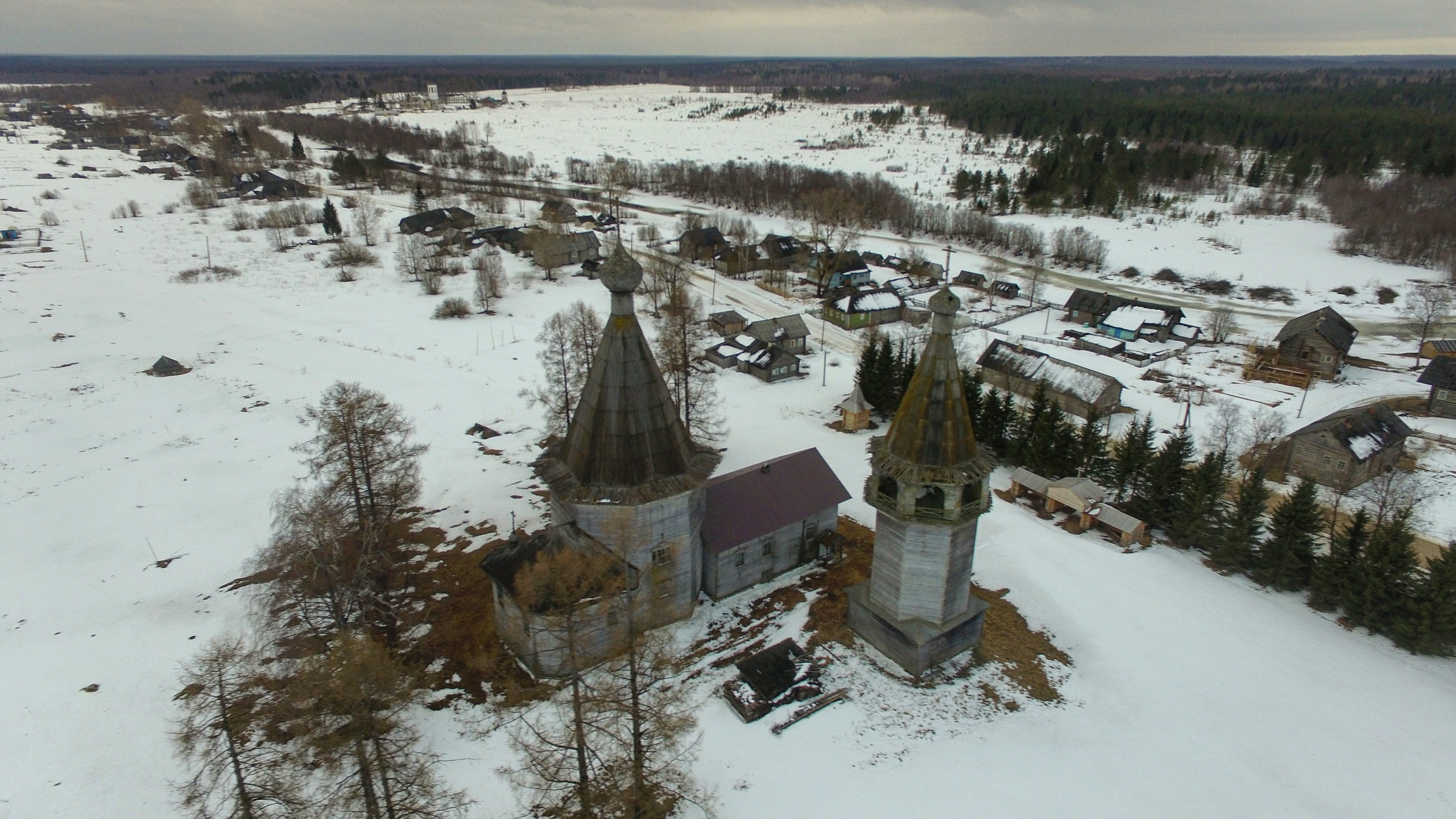
Церковь Богоявления Господня 1787г
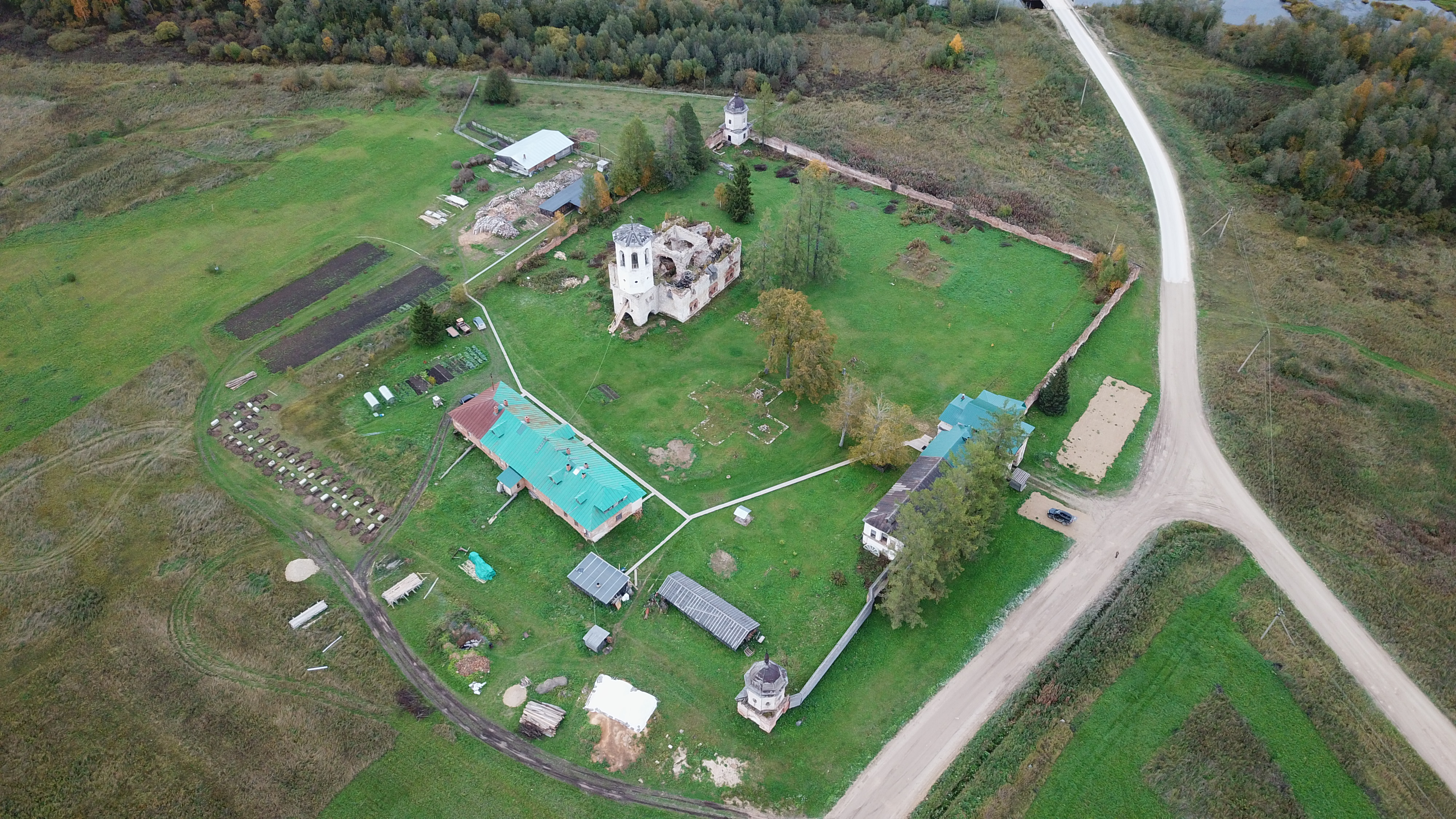
Успенский Александро-Ошевенский монастырь
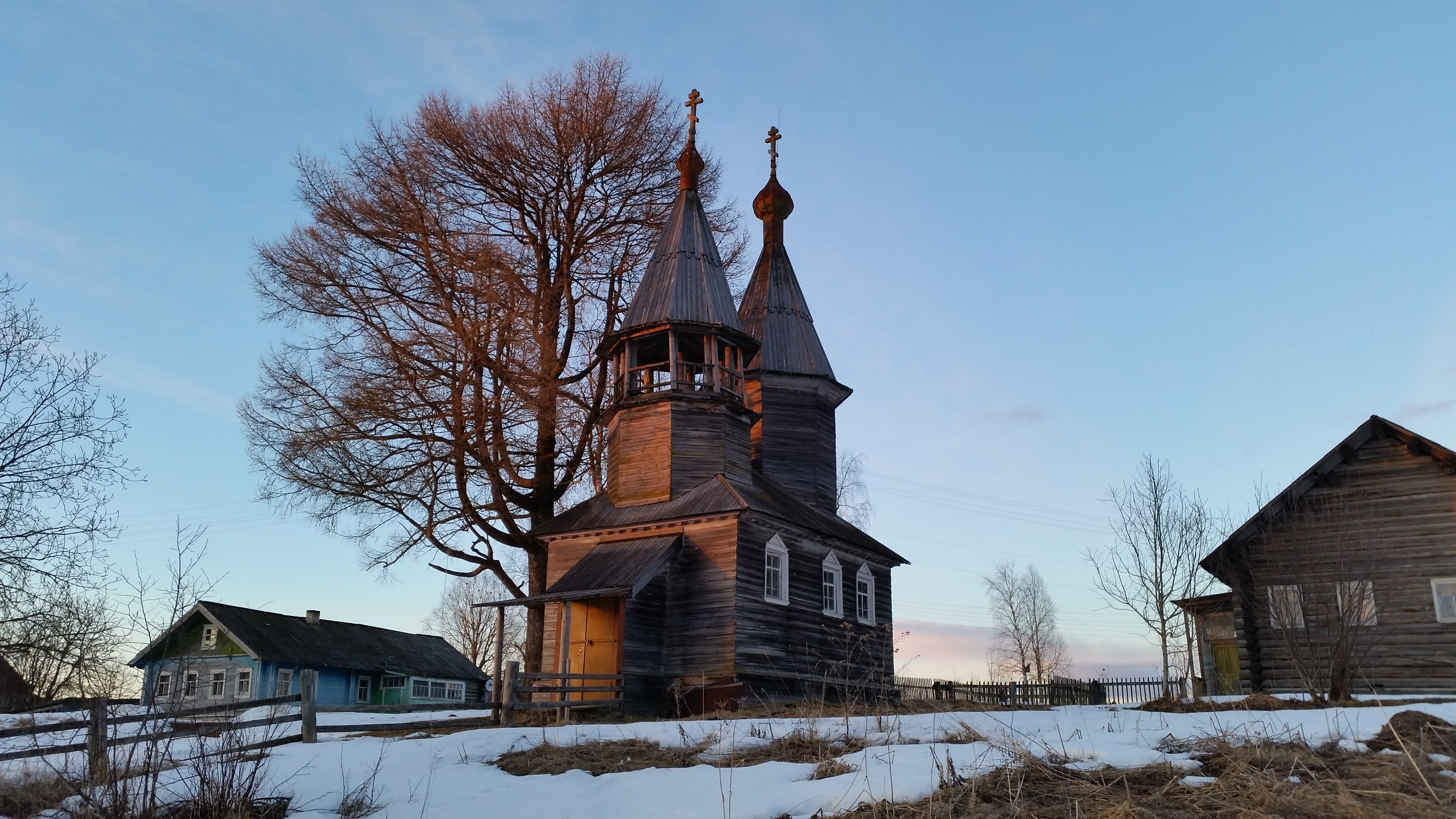
Часовня Георгия Победоносца XIXв
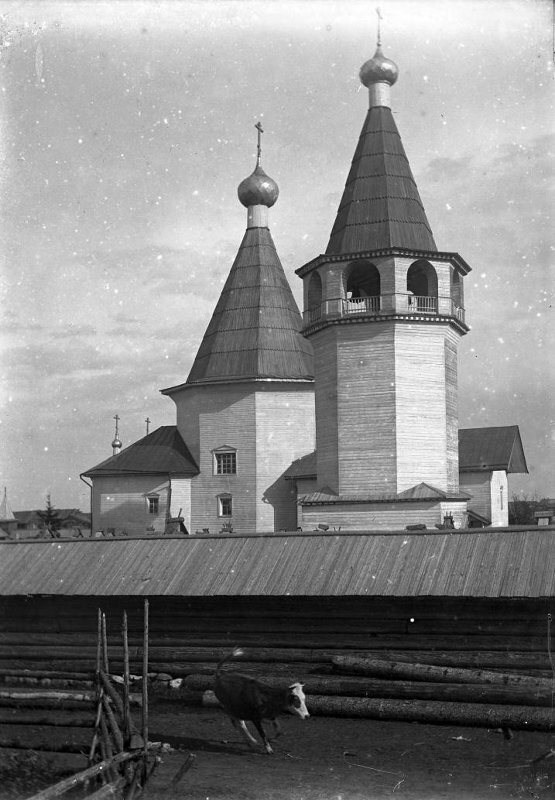
Богоявленская церковь на Ошевенском погосте. Село Ошевенское, около 1900 г.